# MLB All-Star Game 2023
Das MLB All-Star Game 2023 war die 93. Auflage des Major League Baseball All-Star Game zwischen den Auswahlteams der American League (AL) und der National League (NL). Es wurde im T-Mobile Park in Seattle ausgetragen. Die Seattle Mariners haben den Zuschlag für das Spiel am 14. September 2021 erhalten. Dies wird das dritte Mal sein, dass die Mariners ein All-Star Game ausrichten. Die vorherigen Spiele fanden 1979 im Kingdome und 2001 im Safeco Field statt, das in der Saison 2019 in T-Mobile Park umbenannt wurde.